# Plotytscha (Ternopil, Bila)
Plotytscha (ukrainisch Плотича; russisch Плотыча, polnisch Płotycz) ist ein Dorf in der ukrainischen Oblast Ternopil mit etwa 1200 Einwohnern (2001).

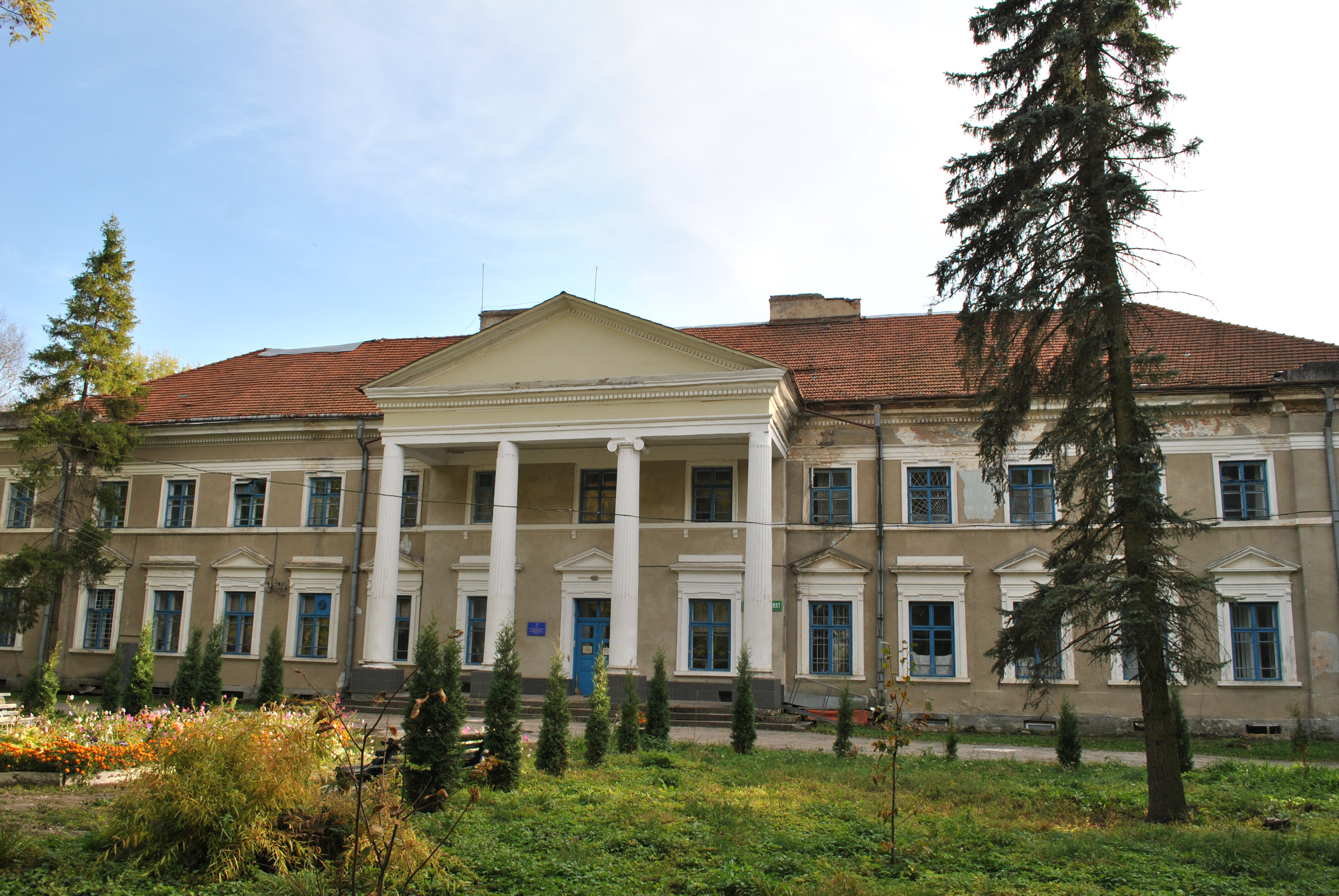
Palast in Plotytscha

Die Ortschaft gehört administrativ zur Landgemeinde Bila (Білецька сільська громада Bilezka silska hromada) im Norden des Rajon Ternopil und liegt am rechten Ufer des Seret, einem 248 Kilometer langen, linken Nebenfluss des Dnister, fünf Kilometer nördlich vom Gemeindezentrum Bila und neun Kilometer nördlich vom Rajon- und Oblastzentrum Ternopil.
In dem in der ersten Hälfte des 16. Jahrhunderts erstmals schriftlich erwähnten Dorf befindet sich, inmitten eines Parks, ein 1720 von der Familie Koritovsky (Коритовських) erbauter Palast.
Das Dorf lag zunächst in der Woiwodschaft Ruthenien der Adelsrepublik Polen und kam nach der Ersten Polnischen Teilung 1772 bis 1918 zum österreichischen Kronland Königreich Galizien und Lodomerien, mit einer Unterbrechung zwischen 1810 und 1815, als es innerhalb des Tarnopoler Kreises im Russischen Kaiserreich lag.
Nach dem Ende des Ersten Weltkrieges und dem Zusammenbruch der Donaumonarchie lag die Ortschaft zunächst in der Westukrainischen Volksrepublik und nach dem Polnisch-ukrainischen Krieg in der Zweiten Polnischen Republik. Zu Beginn des Zweiten Weltkriegs wurde sie nach der Sowjetischen Besetzung Ostpolens im September 1939 von der Sowjetunion und zwischen Sommer 1941 und 1944 von Deutschland okkupiert und in den Distrikt Galizien eingegliedert. Nach Kriegsende wurde das Dorf Teil der Ukrainischen Sozialistischen Sowjetrepublik und nach dem Zerfall der Sowjetunion schließlich Bestandteil der unabhängigen Ukraine.
Durch das Dorf verläuft die Regionalstraße P–39.